# 1974年の日本の女性史
1974年の日本の女性史（1974ねんのにほんのじょせいし）は、1974年（昭和49年）の日本における女性に関するできごとを時系列的に挙げる（参考文献は日本の女性史年表を参照）。
本項目は歴史研究としての女性史ではなく、日本における女性に関するできごとをある体系に基づいて述べようとするものではない。

## 1-3月
- 1月1日 人事院規則改正、多胎妊娠の場合産前休暇10週間等
- 1月19日 名古屋市立保育園の保母・ホームヘルパー約750人、大幅増員・正規職員への昇格を要求して全面ストライキ、200人の増員を獲得
- 1月21日 田中首相、国会で施政方針演説、家庭婦人の就業促進のための社会的環境条件の整備など、婦人政策に言及
- 1月22日 法制審議会、刑法改正草案を原案どおり採択、堕胎は1年以下の懲役または5万円以下の罰金などの内容
- 1月26日 家庭科の男女共修をすすめる会発足、発起人市川房枝ら
- 1月29日 那覇地方裁判所、前借金支払を要求して業者が売春婦を訴えた事件に対し「業者は売春で得た利益を売春婦に払い戻せ」と判決
- 1月30-31日 第19回全国農協婦人大会、保育所増設・保育年齢引き下げ・保育料軽減などを関係官庁へ要請
- 2月5日 政府、安全性に疑問があるとしてピルの使用を認めないと発表
- 2月11日 岐阜の主婦ら、主婦の無料健康診断制度を要求して条例制定の直接請求
- 2月18日 地婦連等消費者6団体、石油業界のヤミ協定による便乗値上げ分を吐き出させ灯油・プロパンガスの標準価格を洗い直すよう、通産省に申入れ
- 2月26日 全日本損害保険労働組合（全損保）大正支部、会社側に実質的に産前産後休暇各8週間を保障させる。
- 3月4日 キーセン観光を考える韓国買春懇談会開催、日本キリスト教婦人矯風会主催
1973年1月～11月の間、 訪韓観光客60万人、うち80%が日本人で殆どが男性団体客
- 3月6-7日 '74春闘インフレ物価暴騰から生活を守る第10回内職大会、総評主婦の会主催
- 3月8日 国際婦人デー、インフレ・モノ不足・物価暴騰から生活を守る1974年中央集会、全国各地でも記念集会
- 3月9日 国際婦人デー・韓国の女性たちの闘いに連帯しキーセン観光に反対する集会、 婦民・アジア婦人会議など13団体主催
- 3月14日 刑法改正学習会、弁護士中島通子ら、22婦人団体共催
- 3月19日 反インフレ・生活防衛・労働基準法改悪阻止・基準引上げ・婦人の労働権確立のための制度要求1万人婦人総決起集会、春闘共闘委員会主催、労働省等関係各省へ要請行動
- 3月20日 国際婦人年の計画についての懇談会、婦人少年局主催、婦人団体・労働組合・マスコミ等の代表参加
- 3月24日 優生保護法改悪を阻止する大集会、国会審議再開の動きに抗議 5月16日 衆議院社会労働員会で審議再開
- 3月29日 婦人に関する諸問題調査会議「婦人に関する諸問題の総合調査--現代女性の意識と行動」発表、婦人の地位向上のため政府の実施すべき施策を提言
- 3月- 全逓、職業病追放全国集会 5月- 職業病早期発見個人別カード作成、ポスター・パンフレット発行
- 3月- 松坂屋、女子のファッションコーディネーターを採用

## 4-6月
- 4月1日 靖国神社法案に反対する婦人集会
- 4月1日 新婦人、全国7000人の会員を通じて1900品目の物価調べ実施、1.5～2倍に上がった食料品などの実態浮きぼりに
- 4月1日 アジェンデ夫人と娘マリアを迎えチリの婦人と子供を激励する集会、婦人団体連合会（婦団連）呼びかけ
チリ共和国の軍事クーデターで死去したチリ民主連合政権の故大統領夫人と娘
- 4月5日 タケダシステム（電子計測器メーカー）労働組合、生理休暇取得者への賃金カット強行に反対して東京地方裁判所に提訴
この年1月、 タケダシステムは一方的に生理休暇に関する就業規則変更を提案。「女子従業員は毎月生理休暇を必要日数だけとることができる。（取得した生理休暇の）うち年間24日を有給とする」と定めていたものを「月2日を限度とし、1日につき基本給1日分の68%を補償する」と変更。1976年11月12日、東京地裁は「生理休暇取得率が特に高いのは生休制度の乱用を示すものであり、生休日の賃金減額をまねく就業規則変更は合理性がある」と判決、労働組合側控訴　1979年12月20日、東京高等裁判所、労働組合側勝利の判決、生理休暇を認めた初の高裁判決　会社側上告、1983年11月25日、会社側勝訴
- 4月10-16日 第26回婦人週間（現・女性週間）「日本を考える--これからの社会と女性の役割--課題”物と心”」
- 4月15日 高等裁判所に初めて女性判事誕生、東京高裁の野田愛子、福岡高等裁判所那覇支部の大城光代、東京地裁民事部では全国初の裁判長寺沢光子
- 4月15日 ボストンマラソン女子の部で、ゴーマン美智子が大会新記録の2時間47分11秒で優勝
- 4月17日 国連婦人年懇談会、国連NGO国内婦人委員会主催
- 4月18日 15婦人団体、靖国神社法案強行採決に反対声明、22婦人団体、同法案の採決撤回を申し入れ。
1964年、自由民主党に「靖国神社国家護持に関する小委員会」が設置され、以来、1969年から1972年にかけて議員立法案として自由民主党から毎年提出されるが、いずれも廃案となる。この年、衆議院で可決されたが、参議院では審議未了となり廃案となった。
- 4月20日 家庭科の男女共修をすすめる会アンケート報告、男女共修の賛成者66%、賛成県6、反対県1、条件つき賛成県13
- 4月22日 売春問題ととりくむ会、韓国のキーセン観光に反対し、日本の旅行業者が観光買春を推しすすめないよう、運輸省に要望書提出
- 4月25日 東京都立軽費老人ホーム「おおもり園」完成、応募者11倍強、応募者の7割が女性
- 4月26日 日本学術会議総会で「保母の養成は大学で行い、男性にも保育所や幼稚園に就職の機会を与えよ」などの勧告を採択
1976年12月 厚生省、保父公認を決定
- 4月- 東京都立上野高等学校通信教育部に託児所開設
学校の中の託児所は全国の公立高校で初めて。同校は東京で唯一の公立通信教育制高校だった。
- 4月- 東京に朝日カルチャーセンター開校、受講者の8割が女性
- 5月4日 日本マナスル女性隊、登頂に成功、隊長石黒恒、初の女性による8000メートル峰の登頂
- 5月11-12日 第19回はたらく婦人の中央集会、総評中心、北朝鮮婦人代表団招待、「合理化と職業病」を新しいテーマとする。
- 5月12日 民放労連12チャンネル労働組合、諸手当の男女差別改善を獲得
世帯主である妻・未亡人、親と同居して扶養している独身女性にも世帯手当を支給する等
- 5月13日 エールフランス、スチュアーデスの体重60kgは太り過ぎと解雇を通告
8月7日 東京地裁、解雇無効の判決
- 5月17日 静岡銀行労働組合婦人労働者6人、賃金の男女差別撤廃を労働基準監督署および会社に要請、2年間のバックペイ180人分総額7200万円、1人平均40万円、を認めさせる。
- 5月18-19日 第19回はたらく婦人の中央集会、婦団連中心、4200人参加
- 5月20-24日 ILO婦人労働問題諮問会議に全国繊維産業労働組合同盟（現・UIゼンセン同盟）多田とよ子出席、ジュネーヴで、「日本の婦人労働者は過保護」という資料に驚く。
- 5月27日 東京地裁、豊田エヌ・ビー・シー工業未払賃金請求事件で「生理休暇の取得を理由とする精皆勤手当カットは合法」と判決
4名の女子従業員が生理休暇の取得のために手当を減額されたことに対し支払いを求めて提訴していた。判決内容は「生理休暇は…労働不能の一事例といえる。従って、…別段の定めがない限り、生理休暇取得者は当然に精皆勤手当請求権を取得するいわれはない…」
控訴審・上告審いずれも原告女子従業員の敗訴。最高裁判決は「…労働基準法規定の生理休暇は有給であることまでも保障したものではなく、…（その扱いは）労使間の合意に委ねられているものと解される。…欠勤扱いとされることによって経済的利益を得られない結果となるような措置・制度は、…生理休暇の取得を著しく困難とし、労働基準法が生理休暇の規定を設けた趣旨を失わせるものと認められるものでない限り…（違法ではない）。」
- 5月- ミツミ電機、不況による経営悪化を理由に、組合役員や職業病の罹病者、妊娠・産休中の婦人労働者など108人に対し指名解雇通告　 10月5日 全員職場復帰の和解
- 5月28日 電機労連、本部に婦人対策部設置を決定
- 5月- 家庭科教育研究者連盟、中学・高校家庭科男女共修実施状況調査
実施高校--千葉1、東京19、長野8、京都府立全校、奈良1、大阪5、宮崎1
- 6月3日 優生保護法改正案、廃案となる。
- 6月8-15日 アジア婦人会議、タイからの参加者、日本企業が進出先のアジア諸国で日本国内では考えられない女工哀史を再現しているとして日本の経済侵略を非難
- 6月10日 若年定年制に反対し婦人の権利を守る会発足、大阪市交通局婦人労働者呼びかけ
- 6月12日 民放労連東京放送、日給婦人労働者の育児手当、産休時の一時金支給獲得
- 6月15日 ウーマン・リブのメンバー、「デパートでベビーカーを締め出したのは納得できない」と消防庁に抗議
- 6月25日 東山千栄子・羽仁説子ら各界婦人12人の呼びかけで、核兵器完全禁止の国際協定締結を要求する署名運動始まる。

## 7-9月
- 7月2-4日 日本人口会議、「子は2人まで」の国民的合意実現に努力し、ピル公認等「人口増に歯止めを」と宣言、東京で
- 7月7日 参議院議員通常選挙、婦人8人当選、全国区5・地方区3、投票率女73.65%、男72.75%
- 7月19日 最高裁第二小法廷、7歳の少女の交通事故死の損害賠償請求訴訟で「主婦の家事労働も財産上の利益をあげており、家事労働を金銭的に換算するのが困難な場合は、女子労働者の平均賃金によって計算すべきである」と判決、最高裁が妻の家事労働の価値を認めた新判断[1]
- 7月25日 主婦連など婦人団体の呼びかけで豆腐・魚肉・ハム・ソーセージからAF2を追放する集会
この年、AF2の食品添加物としての認可が取り消され、以後添加物としての使用は禁止された。
- 7月25日 森下洋子、第7回ヴァルナ国際バレエコンクールで金賞受賞
- 7月29日 韓国詩人金芝河問題で日本ペンクラブ大揺れ、有吉佐和子等脱退
- 7月- 中ピ連有志、女を泣き寝入りさせない会結成、以後、訴えられた夫の職場へ押しかける等の行動でマスコミを賑わす。
- 8月1日 大阪市交通労働組合バス車掌16人、若年定年制は違法と市当局を相手どり訴訟
- 8月3日 警視庁、少女による売春防止法違反事件、全国で113件を発表、昨年同期の2倍
- 8月5-10日 国際有職婦人会議（IFBPW）に30人出席、地位向上・保育所設置などの決議採択、ブエノスアイレスで
- 8月6日 岩手銀行従業員組合、男性のみに支払っていた家族手当を女性にも支給させる。
- 8月10-11日 第20回日本母親大会、「母親運動の原点にかえろう」「ひとりぼっちの母親をなくそう」、2万2000人参加
- 8月13-19日 第18回国際大学婦人連盟（IFUW=International Federation of University Women）国際会議、日本で開催、「人類の進歩の意味と測定」、1000人参加、東京・京都で
- 8月17日 大学婦人協会、「高等教育を受けた婦人の意識調査」発表、大卒女子の就職率が低く、就職しても約半数は結婚・育児のために退職
- 8月20日 東京都民政局、「独身中高年婦人の意識と実態」調査発表、64.5%が結婚歴なし、平均月収が男性より低く老後の不安が大きい。
- 8月- 漁協に女の加入を認めよと漁村の主婦、福岡地方裁判所に訴訟をおこす。1977年7月 主婦の主張とおる。
- 9月3日 消費者6団体、米価値上げ反対抗議集会、農林省分庁舎へ消費者・婦人代表など2000人が詰め掛ける。
- 9月16日 厚生省、母乳の育児奨励として全国3ヶ所に母乳バンク新設を決定
決定だけで、実現化はされなかったようである。
- 9月17日 タイ娘数十人を騙し日本で売買していた暴力団員を逮捕
- 9月30日 名古屋地方裁判所、東洋精機（現・三井精機工業)事件で「パートタイマーであるとの理由だけで第1順位の整理解雇対象者とするのは解雇権の乱用」と解雇無効の判決
パートタイマー6名全員が解雇されたが、うち1名だけが解雇無効を訴えて提訴していた。
- 9月- 婦人弁護士ら19人、沖縄の売春レポート「売春と前借金」まとめる。
- 9月- 運輸省、韓国への不要な旅行の自粛令を出す、キーセン観光反対の声に押され

## 10-12月
- 10月1日 看護婦のオヤジの会結成、看護婦の劣悪な労働条件は家族を犠牲にしている、看護婦の夫も立ち上がろうという目的
- 10月2日 列国議会同盟東京で開催、婦人議員全員を接待委員に指名、差別だと問題化
- 10月3-4日 総評婦人対策部、第17回全国婦人代表者会議、国際婦人年の取組みについて討議
- 10月4日 東京地裁、タイピスト腱鞘炎休職処分取消請求事件で、職業病を理由とする休職処分及び解雇は無効と判決 10.4
- 10月8日 第1回国際婦人年連絡会議、婦人少年局呼びかけ、国際婦人年のすすめ方について意見交換
- 10月11日 キャバレーのホステス100人、罰金や給料未払いに怒り労働組合結成、相模原で
- 10月14日 衆議院社会労働委員会で公務員の男女差別がとりあげられる。
- 10月25日トルコ風呂問題研究会、売春問題ととりくむ会主催、トルコ風呂は現代の公娼制度であるとして禁止を要望
- 10月30日 国家公務員労働組合共闘会議（国公共闘）青年婦人協議会（青婦協）婦人対策委員会、昇格闘争で人事院交渉
- 10月- 日航、スチュアーデスの結婚即引退の社内規則を撤廃
- 10月- 北富士忍草母の会、東京まで150キロを歩き田中首相へ富士演習場返還を直訴
- 10月- 髙島屋日本橋店の女子職員、出産後1年間の有給育児時間を獲得
- 10月- 群馬県、全国最初の母子家庭医療公営化実施、義務教育修了前の児童とその母で所得税非課税世帯を対象として医療を無料化、ついで長野県も実施
- 10月-  労働省婦人少年問題審議会、雇用における男女の機会の均等と待遇の平等の促進に関する建議を長谷川労働大臣に提出
- 10月- 京都市に日本初の女性専門ホテル「嵐山レディースホテル」オープン
一時は稼働率8割という大手ホテルも顔負けの人気を誇ったが、2002年に閉館した。
- 11月4-5日 国際婦人年世界大会の国際準備会結成会議、国際民婦連呼びかけ、日本から山本まき子・米原美智子出席
- 11月5日 主婦連等7婦人団体、環境庁（現・環境省）に排ガス51年規制の完全実施を申入れ
- 11月6日 婦人に関する諸問題懇談会設置、総務長官の諮問機関、座長中川善之助
- 11月6日 労働省、労働基準法研究会第2小委員会開催、医学的・専門的立場からみた女子の特質に関する専門委員の報告
- 11月18-29日 婦人労働行政アジア地域会議、ILO・労働省主催、東京で、17ヵ国代表参加、経費は日本持ち
- 11月19日 外務省、国際婦人年に関する関係各省連絡会設置
- 11月19日 マックス高崎工場で既婚婦人72人、強制退職に抗議して「マックス既婚婦人の家族会」結成、身分保障を要求
- 11月20日 独身中高年婦人の問題を語る会発足、 同盟・全国繊維産業労働組合同盟（現・UIゼンセン同盟）OB会主催
- 11月22日 消団連の主婦ら石油ヤミカルテル値上げ分を返せと、石油元売り12社を相手取り東京高裁と山形地方裁判所鶴岡支部に訴訟を提訴
原告は主婦連13人、川崎生協85人、鶴岡生協368人
- 11月25日 仙台地方裁判所、東日本コンクリート会社勤務の婦人労働者3人の「希望退職に便乗した解雇は無効」の訴えを認める。
翌1975年、仙台高等裁判所で和解成立して職場復帰
- 11月27日 大阪高等裁判所、交通事故で妻が重傷を負った夫の夫婦生活の精神的苦痛に対する慰謝料請求を認める。
- 11月29日 第1回合成洗剤追放全国集会、主婦の会・日本婦人会議など主催
- 12月2日 全国商工団体連合会婦人部協議会結成総会、中小企業の婦人代表600人参加
- 12月7日 中野区中野婦人こんだん会、物価安定をかかげてデモ行進
- 12月10日 大学婦人協会など20団体、人権関係諸条約の早期批准の要望書を衆参両院の外務委員長に提出
- 12月11日 就業における男女平等問題研究会議発足、労働大臣の諮問機関、学識経験者による
- 12月18日 国際婦人年日本準備委員会結成、国連NGO国内婦人委員会の呼びかけ
- 12月18日 衆参婦人議員懇談会、三木首相に国際婦人年のための活動・予算について申入れ
- 12月28日 雇用保険法公布、1947年に制定された失業保険法に代わるもの
失業者の生活保障よりも再就職を容易にする労働力確保へ政策転換　妊娠・出産・育児で就業できない場合は失業給付の支給期間4年、育児休業奨励金制度発足など

## この年
- 不況を背景に、パートタイムの婦人の解雇が激しくなる。
女子雇用労働者1,163万人、女子労働者の既婚率が6割となる。
- 婦人団体の運動内容が物価問題が重点となる。
- 夫の産休増加し、有名100社のうち4-5日は8社、3日は31社、2日は33社となった。